# Aire urbaine de Sète
L'aire urbaine de Sète est une aire urbaine française centrée sur l'unité urbaine de Sète. 

## Caractéristiques
En 2020, l'Insee définit un nouveau zonage d'étude : les aires d'attraction des villes. L'aire d'attraction de Sète remplace désormais son aire urbaine, avec un périmètre différent.

## Communes
Liste des communes appartenant à l'aire urbaine de Sète selon la nouvelle délimitation de 2010 et sa population municipale en 2017 (liste établie par ordre alphabétique) :
| Nom               | Code Insee | Statut | Superficie (km2) | Population (dernière pop. légale) | Densité (hab./km2) |
| ----------------- | ---------- | ------ | ---------------- | --------------------------------- | ------------------ |
| Balaruc-les-Bains | 34023      |        | 8,66             | 7 136 (2022)                      | 824                |
| Balaruc-le-Vieux  | 34024      |        | 5,92             | 2 749 (2022)                      | 464                |
| Frontignan        | 34108      |        | 31,72            | 23 788 (2022)                     | 750                |
| Gigean            | 34113      |        | 16,56            | 6 559 (2022)                      | 396                |
| Montbazin         | 34165      |        | 21,13            | 2 903 (2022)                      | 137                |
| Poussan           | 34213      |        | 30,08            | 6 540 (2022)                      | 217                |
| Sète              | 34301      |        | 24,21            | 45 090 (2022)                     | 1 862              |

## Évolution démographique
L'évolution démographique ci-dessous concerne l'unité urbaine selon le périmètre défini en 2010.
| 1968   | 1975   | 1982   | 1990   | 1999   | 2009   | 2011   | 2013   | 2014   | 2016   |
| ------ | ------ | ------ | ------ | ------ | ------ | ------ | ------ | ------ | ------ |
| 58 762 | 60 321 | 65 692 | 71 929 | 75 987 | 87 165 | 89 377 | 91 508 | 91 814 | 90 970 |

| 2017   | 2019   | - | - | - | - | - | - | - | - |
| ------ | ------ | - | - | - | - | - | - | - | - |
| 90 720 | 91 959 | - | - | - | - | - | - | - | - |

## Historique
En 1999 d'après la définition qu'en donne l'INSEE, l'aire urbaine de Sète était composée de 4 communes, situées dans l'Hérault. Ses 74 166 habitants faisait la 112e aire urbaine de France.